# Hláska (časopis)
Hláska. Zpravodaj Klubu Augusta Sedláčka je specializovaný časopis, věnovaný kastelologii. Vychází čtyřikrát ročně od roku 1990. Vydavatelem je Klub Augusta Sedláčka. Redaktorem byl v letech 1990 - 2019 Petr Rožmberský, od roku 2019 redaktorem je Václav Chmelíř. Do časopisu přispívají profesionální historikové a archeologové, i amatérští zájemci o kastelologii. Kromě čistě kastelologických článků obsahují čísla časopisu i texty o vojenských dějinách, dějinách osídlení či dějinách šlechty. V Hlásce jsou rovněž uveřejňovány  bibliografie a medailony významných českých kastelologů. V rubrice „Z hradů, zámků a tvrzí“  jsou zachyceny aktuální informace o konkrétních sídlech. Dále jsou v Hlásce zveřejňovány odkazy na kastelologické texty z jiných periodik a informace o činnosti poboček Klubu Augusta Sedláčka. 
Časopis také informuje o nově objevených či málo známých opevněných lokalitách a dosud neznámých drobných šlechtických sídlech. 
Články publikované v časopise jsou evidovány v Bibliografii dějin Českých zemí. Časopis je dostupný i online. Je využíván jako zdroj odborných informací o hradech, zámcích a tvrzích jak studenty, tak odborníky. Časopis odebírají odborné vědecké instituce.